# Ebersdorf bei Coburg
Pour les articles homonymes, voir Ebersdorf.
Ebersdorf bei Coburg est une commune allemande, située en Bavière, dans l'arrondissement de Cobourg.